# 마르디크 마르디캰
마르디 Kevork 마르디갼(아랍어: مَاردِيْك كِيْفُورك مَاردِيْكيَان, 아르메니아어: Մարտիկ Գէորգ Մարտիկեան, 1992년 3월 14일 ~ )은 시리아의 축구 선수로, 포지션은 공격수이다. 현재 카이탄 소속이다.